# Reșița
Reșița (węg. Resicabánya, niem. Reschitz, serbskochor. Rešica/Решица, czes. Rešice) – miasto w południowo-zachodniej Rumunii (Banat), ośrodek administracyjny okręgu Caraș-Severin, w Karpatach Południowych. W 2021 roku miasto liczyło 55 181 mieszkańców.
Jest to jeden z najstarszych ośrodków hutnictwa żelaza w Rumunii. Produkuje się tu również turbiny, silniki i lokomotywy. W mieście działa Wyższa Szkoła Techniczna.
W 1945 roku w zakładach Nicolae Malaxa w Reșițy powstał samochód Malaxa.
W latach 1988–2011 w mieście działała linia tramwajowa. 20 grudnia 2024 reaktywowano transport tramwajowy.

## Demografia
Skład etniczny według spisu z 2002 roku:
- Rumuni: 74 584 (88,76%)
- Węgrzy: 3034 (3,61%)
- Niemcy: 2696 (3,20%)
- Romowie: 1729 (2,05%)
- Serbowie: 580 (0,69%)
- Chorwaci: 535 (0,63%)

## Galeria

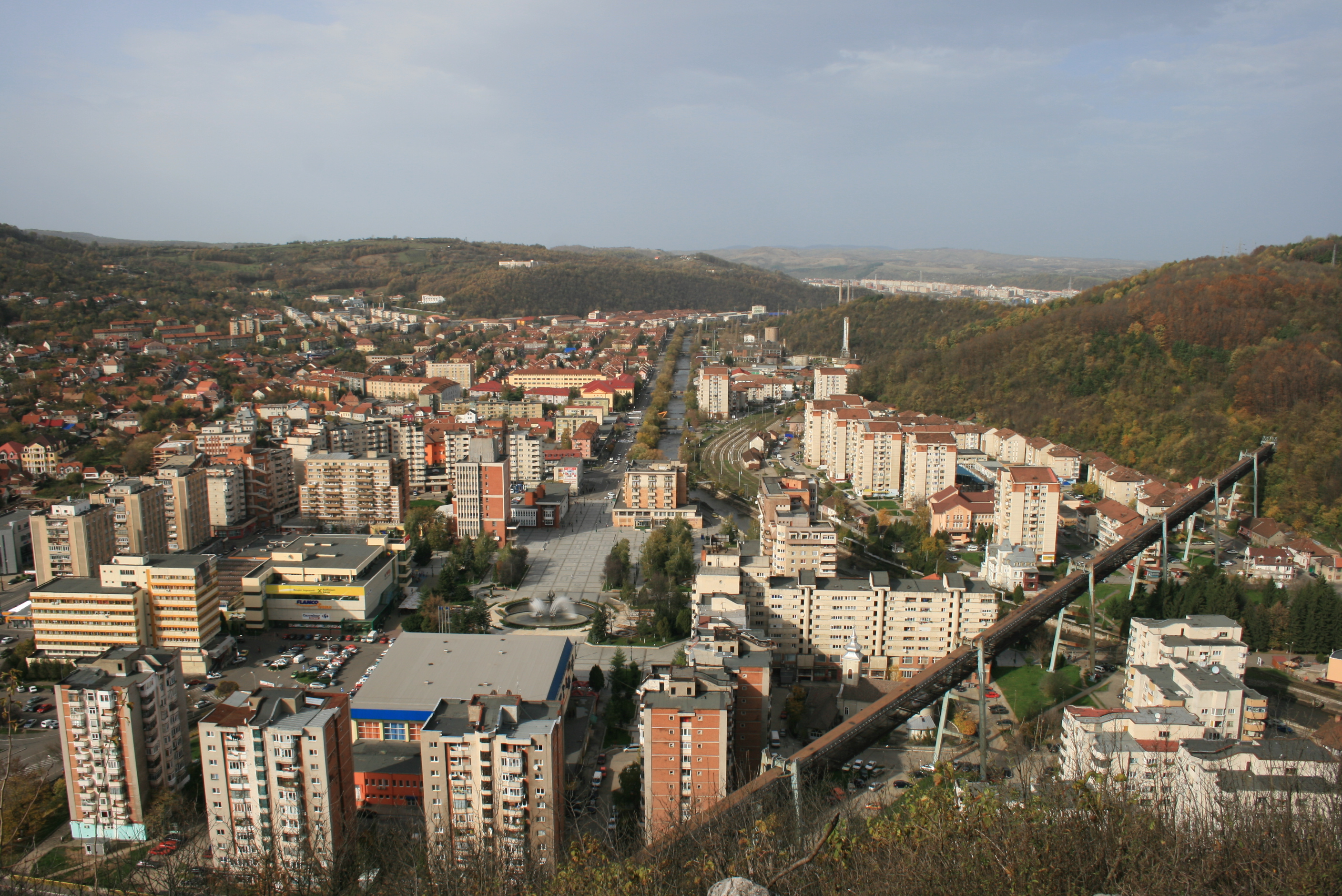
Reșița
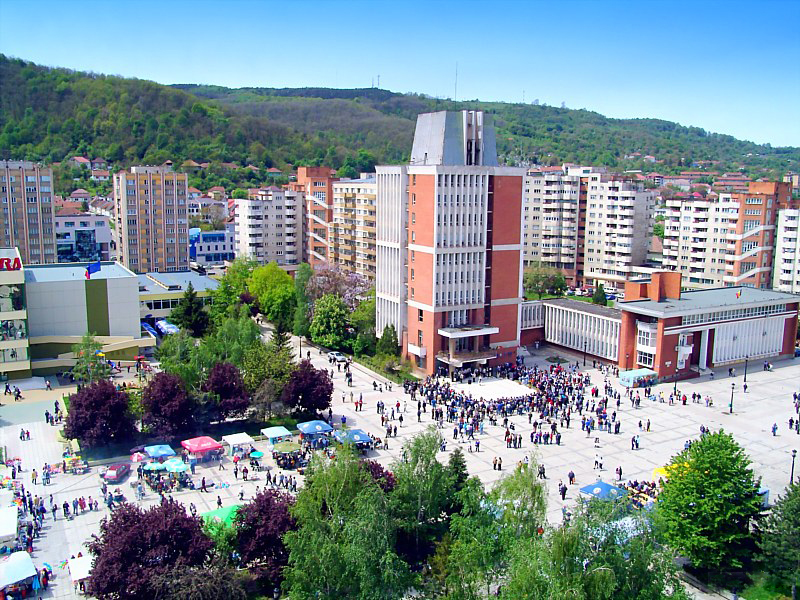
Reșița
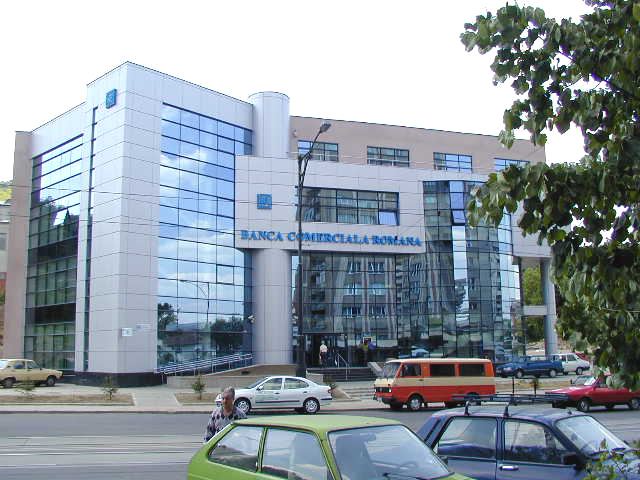
Bank w Reșicie
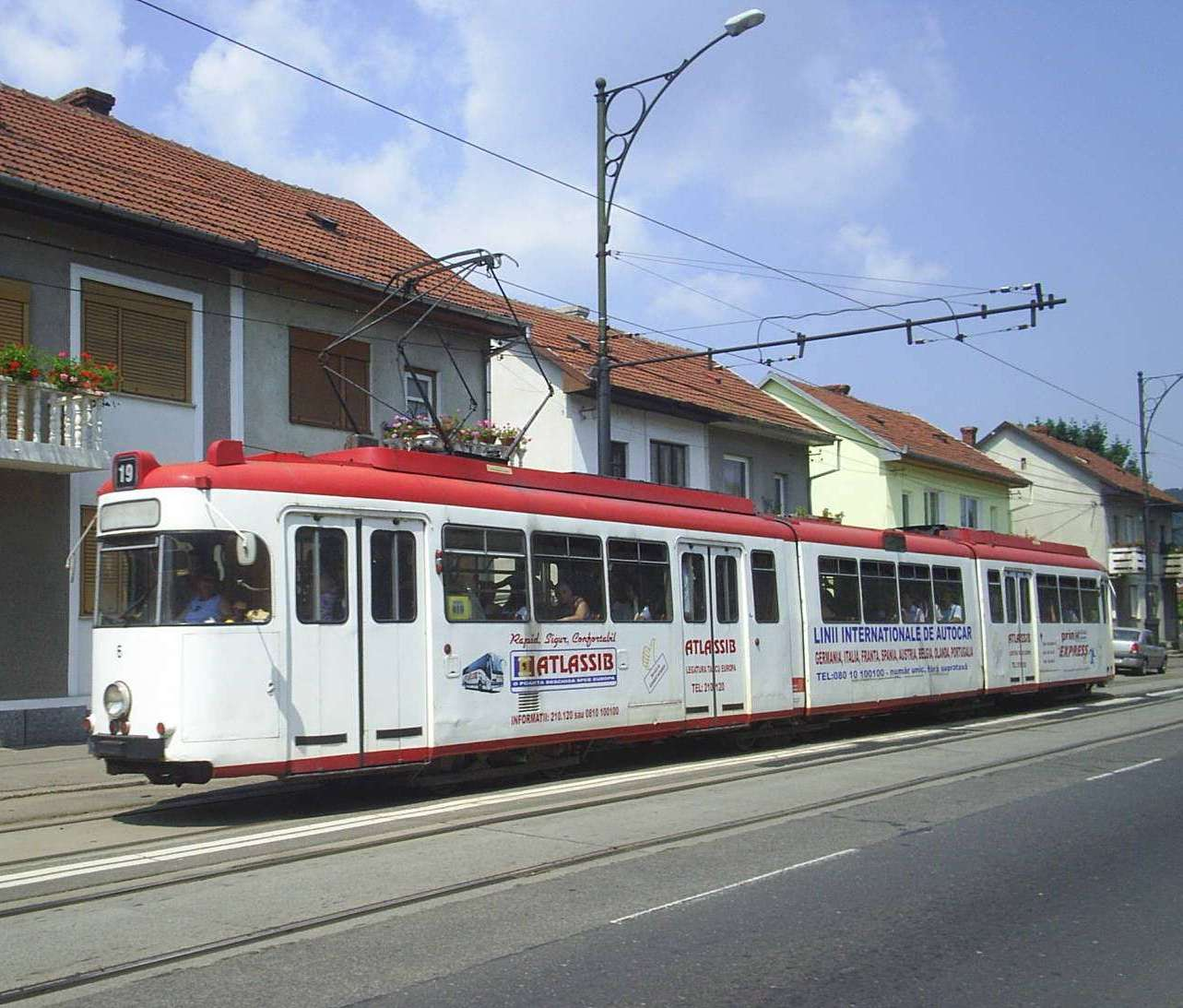
Tramwaj w Reșicie

## Współpraca
- Moncton, Kanada
- Pesaro, Włochy